# SN 2003ce
SN 2003ce – supernowa odkryta 11 marca 2003 roku w galaktyce A101210-3013. W momencie odkrycia miała maksymalną jasność 19,50m.